# 2801 Huygens
För andra betydelser, se Huygens (olika betydelser).
2801 Huygens eller 1935 SU1 är en asteroid i huvudbältet som upptäcktes den 28 september 1935 av den holländske astronomen Hendrik van Gent i Johannesburg. Den har fått sitt namn efter den nederländske astronomen Christiaan Huygens.
Asteroiden har en diameter på ungefär 11 kilometer och den tillhör asteroidgruppen Gefion.